# عقد 900 هـ
عقد 900 هـ هو الفترة بين عام 900 إلى 909 في التقويم الهجري، أي العشر سنوات الأولى من القرن العاشر الهجري.